# Madre Teresa (film)
Madre Teresa (Mother Teresa: In the Name of God's Poor) è un film del 1997 diretto da Kevin Connor.
La pellicola vede protagonista Geraldine Chaplin, che interpreta Madre Teresa di Calcutta.

## Trama
Nella metà degli anni '40, Madre Teresa insegna geografia nel suo convento, a Calcutta. Nel momento in cui rimane sconvolta dal massiccio numero di persone che muore di fame per le strade, decide di lasciare il convento per dedicarsi completamente alla cura dei più poveri. In seguito, insegna ai bambini a leggere e a scrivere, ma incontra l'opposizione degli adulti. Madre Teresa continua, nonostante le difficoltà, a lottare insieme agli ultimi. La scena finale vede Madre Teresa in viaggio verso Oslo, dove si reca per ricevere il Premio Nobel per la pace.